# Aeropuerto de Playa Grande
El Aeropuerto de Playa Grande (IATA: PKJ) es un aeropuerto en Playa Grande cabecera del municipio de Ixcán en Guatemala.
Tiene una pista de 1800 metros de longitud.